# Xã Rome, Quận Jefferson, Illinois
Xã Rome (tiếng Anh: Rome Township) là một xã thuộc quận Jefferson, tiểu bang Illinois, Hoa Kỳ. Năm 2010, dân số của xã này là 1.669 người.